# Ferndale (Michigan)
Ferndale é uma cidade localizada no estado americano de Michigan, no Condado de Oakland.

## Demografia
Segundo o censo americano de 2000, a sua população era de 22.105 habitantes.
Em 2006, foi estimada uma população de 21.312, um decréscimo de 793 (-3.6%). Segundo o censo de 2010, a sua população era de 19.900 habitantes.

## Geografia
De acordo com o United States Census Bureau tem uma área de 10,0 km², dos quais 10,0 km² cobertos por terra e 0,0 km² cobertos por água.

## Localidades na vizinhança
O diagrama seguinte representa as localidades num raio de 8 km ao redor de Ferndale.